# David Macias
David Gustavo Macias (The Woodlands, 7 marzo 1986) è un allenatore di baseball statunitense, attuale first base coach dei San Diego Padres (MLB)..
Scelto dai Chicago Cubs al 19° round nel Draft 2008, Macias ha successivamente intrapreso la carriera di allenatore, entrando nell'organizzazione dei Padres a partire dal 2022.